# Гонсалес, Вальтер
Вальтер Родриго Гонсалес Соса (исп. Walter Rodrigo González Sosa; родился 21 июня 1995 года в Хуан-Леон-Мальоркин) — парагвайский футболист, нападающий клуба «Олимпия» (Асунсьон).

## Клубная карьера
Гонсалес — воспитанник столичного клуба «Олимпия». 28 июня 2014 года в матче против «Либретада» он дебютировал в парагвайской Примере. 21 февраля 2015 года в поединке против «Хенераль Диас» Вальтер забил свой первый гол за «Олимпию».
В начале 2016 года для получения игровой практики Гонсалес на правах аренды перешёл в португальскую «Ароку». 6 января в матче против «Эшторил-Прая» он дебютировал в Сангриш лиге. 9 января в поединке против «Витории Гимарайнш» Вальтер забил свой первый гол за «Ароку».
Летом 2017 года Гонсалес вернулся в Олимпию. В матчах Южноамериканского кубка против столичного Насьоналя он забил по голу. В начале 2018 года Вальтер на правах аренды перешёл в мексиканскую «Пачуку».

## Международная карьера
В 2015 году Гонсалес принял участие в молодёжном чемпионате Южной Америки в Уругвае. На турнире он принял участие в матчах против команд Эквадора, Боливии, Аргентины, Уругвая, Бразилии и дважды Перу.
В 2015 году Вальтер принял участие в Панамериканских играх в Канаде. На турнире он сыграл в матчах против команды Мексики, Тринидада и Тобаго и Уругвая.